# Use My Voice
"Use My Voice" é uma canção da banda norte-americana de metal alternativo Evanescence. Foi lançada em 14 de agosto de 2020 pela BMG como o terceiro single do quinto álbum de estúdio do grupo, The Bitter Truth (2021). Foi originalmente planejada para ser disponibilizada como o primeiro single, mas "Wasted on You" foi lançada primeiro devido à pandemia de COVID-19. "Use My Voice" foi indicada na categoria de Melhor Vídeo de Rock na MTV Video Music Awards de 2021.

## Composição
A canção foi escrita para "celebrar o poder da fala a fim de promover um mundo mais justo". Em um comunicado à imprensa, a vocalista Amy Lee disse: "Esta é uma era de despertamento e abundante de uma beleza poderosa. Espero inspirar outras pessoas a buscarem a verdade, encontrarem suas próprias vozes e usá-las à medida que eu usar a minha. Não deixe ninguém falar por você. Só você pode fazer isso." A fim de reforçar a mensagem da canção, Lee também foi acompanhada por vocais entregues por outros músicos, como Sharon den Adel do Within Temptation, a violinista Lindsey Stirling, Lzzy Hale do Halestorm, e Taylor Momsen do The Pretty Reckless, assim como alguns amigos pessoais e familiares de Lee. A banda também trabalhou com a organização de registro HeadCount como forma de incentivar as pessoas a se registrarem e votarem na eleição presidencial dos Estados Unidos em 2020.
Em uma entrevista para o CBS This Morning, Lee afirmou que a primeira coisa que a inspirou a criar uma canção sobre questões públicas e políticas foi em um momento durante o julgamento de casos de agressão sexual da Universidade de Stanford em que uma vítima disse ao agressor que a única coisa que ele não podia tirar era sua voz. Depois disso, Lee considerou que foi hipocrisia da parte dela em permanecer em silêncio sobre coisas que afetam o mundo e decidiu trabalhar na faixa e ser mais explícita sobre política.

## Pessoal
Créditos adaptados através do Tidal.
- Evanescence – compositor, letrista, intérprete associado
- Amy Lee – vocais, piano, teclados, programação adicional
- Deena Jakoub – compositora, vocais de apoio
- Lzzy Hale – vocais de apoio
- Carrie Lee – vocais de apoio
- Lori Lee – vocais de apoio
- Sharon den Adel – vocais de apoio
- Lindsey Stirling – vocais de apoio
- Taylor Momsen – vocais de apoio
- Amy McLawhorn – vocais de apoio
- Jen Majura – vocais de apoio
- Tiago Nunez – programação
- Ted Jensen – engenheiro de masterização
- Nick Raskulinecz – engenheiro de mixagem, engenheiro de gravação

## Desempenho nas tabelas musicais
| Tabela musical (2020)                   | Melhor posição |
| --------------------------------------- | -------------- |
| Chéquia (Modern Rock)                   | 8              |
| Escócia (Scottish Singles Chart)        | 50             |
| Estados Unidos (Billboard Rock Airplay) | 44             |
| Reino Unido (OCC UK Singles Sales)      | 40             |
| Reino Unido (Singles Downloads Chart)   | 39             |

## Histórico de lançamento
| Região         | Data                  | Formato                    | Gravadora | Ref.   |
| -------------- | --------------------- | -------------------------- | --------- | ------ |
| Estados Unidos | 14 de agosto de 2020  | Download digital streaming | BMG       | [ 1 ]  |
| Estados Unidos | 25 de agosto de 2020  | Active rock radio          | BMG       | [ 13 ] |
| Itália         | 4 de setembro de 2020 | Contemporary hit radio     | Sony      | [ 14 ] |